# Ławeczko Stare
Ławeczko Stare (prononciation : [waˈvɛt͡ʂkɔ ˈstarɛ]) est un village polonais de la gmina de Przyłęk dans le powiat de Zwoleń de la voïvodie de Mazovie dans le centre-est de la Pologne.
Il se situe à environ 17 km à l'est de Zwoleń (siège du powiat) et 112 km au sud-est de Varsovie (capitale de la Pologne).

## Histoire
De 1975 à 1998, le village appartenait administrativement à la voïvodie de Radom.